# Apoy sa Langit
Apoy sa Langit, (en español, Falsas Promesas) es una serie filipina transmitida por GMA NETWORK en 2022. Dirigida por Laurice Guillén, está protagonizada por Maricel Laxa . Se estrenó el 2 de mayo de 2022 en la programación de la cadena Afternoon Prime y Sabado Star Power sa Hapon reemplazando a Prima Donnas . La serie concluyó el 3 de septiembre de 2022 con un total de 105 episodios. Fue reemplazado por Abot-Kamay na Pangarap en su franja horaria.
La serie se transmite en línea en YouTube.

## Argumento
César Monastrial es un hombre ambicioso que trabaja para Rey Hidalgo, un hombre casado con Gemma, una talentosa diseñadora de gemas, con quien tiene una hija llamada Luningning "Ning". A pesar de su aparente lealtad, César guarda en secreto una profunda envidia hacia Rey, deseando tener la vida que él disfruta. Una noche, tres ladrones enmascarados irrumpen en la casa de los Hidalgo con intenciones de robo, y durante el asalto, Rey es asesinado. Este trágico suceso deja a Ning profundamente traumatizada y a Gemma sumida en una soledad desgarradora. Mientras tanto, César rescata a Stella Fernández, una joven de 15 años que sufría maltrato a manos de su tía.
Nueve años después del asesinato de Rey, Gemma sigue enfrentando la soledad de la que nunca ha podido escapar, mientras que Ning, ahora una joven adulta, sigue marcada por los traumas de haber presenciado la muerte de su padre cuando era niña. Por su parte, César ha mantenido una relación con Stella, quien también se ha convertido en una joven adulta. Esta relación surgió en algún momento después de que él la rescatara. Stella se ha enamorado profundamente de César y vive completamente dependiente de él.
En su deseo por alcanzar la vida que siempre soñó, César decide enamorar a Gemma, la viuda de su antiguo jefe, con la esperanza de beneficiarse de su riqueza. Así, abandona a Stella, quien queda devastada. César y Gemma se casan un año después, y su matrimonio parece prosperar. Sin embargo, Stella no ha olvidado a César y logra encontrarse con él, presentándose falsamente como su hija ante Gemma y Ning. César decide aceptar la mentira y finge que Stella es su hija. 
Gemma comienza a enfrentar dificultades en su matrimonio con César. Stella, decidida a mantener su relación con César, logra seducirlo aprovechando la situación y se convierte en su amante secreta, mientras todos a su alrededor siguen creyendo que ella es su hija. A pesar de la mentira que han construido, Stella sigue enamorada de César y hará todo lo que esté a su alcance para mantenerlo a su lado, sin importar las consecuencias. Mientras tanto, Ning, conoce a Anthony, un joven que rápidamente conquista su corazón. Lo que Ning no sabe es que Anthony es, en realidad, el exnovio de Stella, a quien ella le robó una suma considerable de dinero durante el año transcurrido para luego ir en busca de César. Ning comienza una relación con Anthony, ajena a su pasado con Stella.
César y Stella, movidos por su ambición, trazan un plan para robarle su dinero a Gemma mediante mentiras y manipulaciones, aprovechándose de su vulnerabilidad. Sin embargo, el destino da un giro inesperado cuando, para sorpresa de todos, Gemma descubre que está embarazada, a pesar de su edad. Este giro inesperado en la vida de Gemma la coloca en una situación emocionalmente delicada, mientras que César se ve atrapado entre su esposa y su amante. Stella descubre que está embarazada también, producto de su aventura con César. El caos se intensifica cuando Ning descubre que Anthony y Stella fueron pareja en el pasado, a pesar de todo esto, Ning y Anthony continúan con su noviazgo. Mientras tanto, César empieza a distanciarse de Stella, buscando fortalecer su vínculo con Gemma y asegurar su futuro a través de ella. Stella, consumida por los celos hacia Gemma, comienza a idear maneras de deshacerse del bebé que ella espera, viéndolo como una amenaza a su relación con César. Al mismo tiempo, Ning empieza a notar comportamientos extraños entre César y Stella. Desconfiada, intenta advertir a su madre sobre lo que está sucediendo, pero Gemma, cegada por su amor y confianza hacia su esposo, desestima las preocupaciones de su hija.
Mientras tanto, Lucy, la empleada de la casa, descubre la relación secreta entre César y Stella. Antes de que pueda revelar la verdad, César la confronta y en un acto de desesperación, acaba con su vida. Antes de morir, Lucy logra enfrentar a César, quien le revela que Stella no es realmente su hija. César encubre su crimen y Gemma cree que Lucy abandonó la casa por voluntad propia. El conflicto alcanza su punto máximo durante el baby shower de Gemma. En un acto de crueldad calculada, Stella coloca un medicamento abortivo en la bebida de Gemma, para su sorpresa, Ning ha hecho que la fiesta fuera para Stella también, así que hay dos bebidas. Stella, sin saber exactamente en cuál bebida se encuentra el medicamento, tira la suya mientras que Gemma consume la otra. Ning discute con su madre por el incidente con Stella y en medio de la discusión, Gemma siente fuertes dolores en su vientre por lo que es llevada al hospital. En el hospital se da la noticia de que el bebé de Gemma ha muerto en su vientre (aparentemente porque ella fue quien consumió la bebida con los medicamentos) y aunque la pérdida parece ser consecuencia de un accidente, César queda devastado, sintiéndose despojado de su última oportunidad de fortalecer su lazo con Gemma para asegurar su futuro.
Aprovechando el dolor y la confusión, Stella y César manipulan la situación para culpar a Ning por la pérdida de su madre. Gemma, debilitada por la tragedia y bajo la influencia de César, expulsa a Ning de la casa, dejando a su hija completamente desamparada. Sin embargo, Ning encuentra refugio con su madrina Blessie y el apoyo incondicional de su novio Anthony, quienes la ayudan a levantarse en medio de la tormenta. César, cada vez más obsesionado con obtener la riqueza de Gemma, comienza a drogarla en secreto para mantenerla desorientada y así poder robarle dinero sin que ella se dé cuenta. En este estado de vulnerabilidad, Stella y César continúan con su aventura amorosa, aprovechándose del estado de Gemma para saquear todo lo que pueden. Ning, a pesar de estar lejos de casa, no se rinde y busca desesperadamente ayudar a su madre, pero César utiliza todas las tácticas posibles para mantenerlas separadas y conservar el control.
En su investigación, Ning descubre un oscuro secreto: César y Stella no son realmente parientes. Con esta información crucial, empieza a trazar un plan para desenmascararlos. Mientras tanto, Gemma comienza a mostrar efectos secundarios severos debido a las drogas que César le administra. Este deterioro provoca un atisbo de compasión en Stella, quien decide dejar de darle más sustancias, sintiéndose culpable por el daño que están causando. Con el tiempo, Gemma empieza a recuperar su lucidez y en un momento inesperado, sorprende a César y Stella teniendo relaciones sexuales. Horrorizada, Gemma asume inicialmente que César ha estado abusando de Stella, creyendo todavía en la mentira de que son padre e hija. Sin embargo, en ese instante, Ning y Anthony llegan a la casa y revelan la verdad: César y Stella no son familiares, sino amantes y han estado mintiendo todo este tiempo. En medio de las revelaciones, Stella termina confesando que el bebé que espera es de César. Esta declaración marca el punto de quiebre para Gemma, quien finalmente expulsa a César y Stella de la casa.
César y Stella, tras ser expulsados de la casa de Gemma, comienzan a vivir en la pobreza, dependiendo de la ayuda ocasional de Edong, el tío y aliado de César. Sin embargo, César malgasta el poco dinero que tienen y su relación con Stella se vuelve cada vez más tensa. A pesar de estar embarazada, Stella soporta el maltrato físico y emocional de César, incapaz de abandonarlo debido al amor que siente por él. En un intento desesperado, César trata de buscar el perdón de Gemma, pero sus esfuerzos son rechazados. Mientras tanto, Stella hace un descubrimiento inquietante: encuentra unas joyas que resultan ser las mismas robadas durante el asalto a la familia Hidalgo años atrás. Pronto, se revela toda la verdad: César y Edong fueron los autores del robo y César fue quien asesinó a Rey Hidalgo. Además, el tercer ladrón involucrado fue eliminado por Edong, quien lo consideró un traidor.
Las autoridades arrestan a Edong, mientras César, al borde del colapso, se convierte en un fugitivo. En un acto desesperado, intenta manipular a Stella para que lo ayude, pero ella, finalmente harta de sus abusos y porque el espíritu de Lucy empieza a manifestarse frente a ella en varias ocasiones, decide confesar toda la verdad a la policía. Aunque Stella es arrestada, logra obtener una liberación temporal debido a su embarazo. Llevado por su odio y su creciente locura, César secuestra a Stella, Ning y Gemma, planeando asesinarlas junto a él mismo. Durante el enfrentamiento, César confiesa fríamente que nunca amó a Gemma y que solo estuvo con ella por su dinero. En un giro inesperado, las tres mujeres logran salvarse gracias al valor de Stella, quien dispara a César en los genitales para detenerlo y proteger a Ning y Gemma.
César sobrevive, pero queda con una cicatriz en su rostro y sufre la amputación de sus genitales debido al disparo que sufrió por parte de Stella. Mientras tanto, Stella da a luz a su hijo con César, pero debido a sus crímenes, debe regresar a la cárcel. Antes de ser encarcelada, deja al bebé al cuidado de Ning y Gemma, quienes prometen criarlo con amor. César, por su parte, es finalmente encarcelado por sus múltiples crímenes.
Tiempo después, Ning y Anthony se casan y comienzan una nueva etapa en sus vidas. Años después, Stella es liberada de prisión por buen comportamiento y busca redimirse. Con humildad y arrepentimiento, se disculpa con Gemma y Ning, quienes finalmente le otorgan su perdón. Stella se reúne con su pequeño hijo. En el emotivo cierre, Ning revela que está esperando su primer hijo con Anthony. Gemma, en un gesto de reconciliación y aceptación, lleva a Stella a la tumba de Rey, donde le dice al fallecido que Stella y su hijo ahora forman parte de la familia. Esta conclusión simboliza la sanación y el perdón, marcando un nuevo comienzo para todos.

## Elenco y personajes
- Maricel Laxa como Gemma Monastrial / Gemma Hidalgo:[3] Una talentosa diseñadora de joyas y madre de Ning. Viuda de Rey Hidalgo. Se casa por segunda vez con César y queda embarazada a pesar de su edad pero pierde a su hijo. Su bondad y vulnerabilidad la convierten en un blanco fácil para las manipulaciones de César, pero al final logra recuperar su fuerza y proteger a su familia.
- Zoren Legaspi como César Monastrial:[4] Hombre ambicioso y manipulador, dispuesto a todo por alcanzar la riqueza y el poder. Fue el responsable del asesinato de Rey Hidalgo. Se convierte en el segundo esposo de Gemma, la viuda de Rey. Mantiene una relación extramarital con Stella, una chica más joven que él. Su obsesión con Gemma y su relación tóxica con Stella lo conducen a la ruina.
- Mikee Quintos como Luningning "Ning" Hidalgo:[5] Hija de Gemma y Rey, marcada por el trauma de la muerte de su padre. Encuentra el amor en Anthony y demuestra valentía al desenmascarar las mentiras de César y Stella. Al final logra superar su trauma, se casa con Anthony y queda embarazada.
- Lianne Valentin como Stella Fernández / Stella Monastrial:[6] Una joven que está perdidamente enamorada de César, el hombre que la rescató cuando ella tenía 15 años. Primero fue la novia de César, que después de ser abandonada por él, lo busca y al reencontrarse, se vuelve su amante mientras finge ser su hija ante todos. Su amor por César la lleva a obsesionarse con tenerlo a su lado, llegando a cometer actos erráticos. Al final se arrepiente y tiene un hijo con César.
- Mariz Ricketts como Blessie Atienza:[7] Madrina de Ning y mejor amiga de Gemma desde hace años. Brinda apoyo y refugio a Ning, ayudándola a enfrentar las adversidades.
- Carlos Siguion-Reyna como Eduardo "Edong" Tayag:[7] Tío y aliado de César. Participa en actividades delictivas junto a su sobrino, incluyendo el robo que resultó en la muerte de Rey Hidalgo.
- Dave Bornea como Anthony "Tony" Zulueta:[7] El exnovio de Stella y actual novio de Ning, es un joven noble y comprensivo que apoya a Ning en los momentos más difíciles. Aunque su pasado está conectado con Stella, su amor por Ning es genuino y al final se casa con ella.
- Coleen Paz como Patring Benepayo:[7] La mejor amiga de Stella, la apoya en los momentos difíciles y le brinda diferentes consejos. Muere en manos de César cuando él irrumpió en su casa para secuestrar a Stella.
- Celine Fajardo como Iyah Legarda: La amiga de Ning y Anthony.
- Patricia Ismael como Lucy Fuerte:[7] La empleada leal de la familia Hidalgo, que descubre la relación secreta entre César y Stella. Su valentía para enfrentarlos la lleva a ser asesinada por César.
- Mio Maranan como Toto Pancho:[7] El guardia de seguridad de la mansión de Gemma.

Elenco invitado
- Ramón Cristóbal como Reinaldo "Rey" Hidalgo:[7] El primer esposo de Gemma y padre de Ning. Murió al recibir un disparo por parte de César en el robo a la familia hace años.
- Jen Rosendahl como Rona de León: La tía materna de Stella que la ha cuidado desde siempre. Para ella su sobrina era un estorbo y la maltrataba. En algún momento antes de que su sobrina huyera de casa, mantuvo un romance con César. Muere en manos de César, cuando ella quería revelar a Ning la verdadera relación que tenían César y Stella.

## Producción
La fotografía principal comenzó el 20 de marzo de 2022 y finalizó en agosto de 2022.

## Calificaciones
Según la medición de la audiencia televisiva urbana a nivel nacional de Filipinas de AGB Nielsen Personas en hogares con televisión, el episodio piloto de Falsas Promesas obtuvo una calificación del 5,1%.